# Yves Gabrielli
Yves Gabrielli est un acteur et cascadeur (pour Nikita en 1990, 37,2 le matin en 1986 et La Grande Maffia en 1971) français. Il fit également le bonheur des téléspectateurs dans entre autres : Les Cinq Dernières Minutes (1960), Mauprat (1972), François Gaillard ou la vie des autres (1972), Karatekas and co (1973), Ardéchois cœur fidèle (1974), Médecins de nuit (1981), Les Brigades du Tigre (entre 1982 et 1983), Commissaire Moulin (entre 1976 et 1990)...

## Filmographie

### Cinéma
- 1955 : M'sieur la Caille d'André Pergament : Bambou
- 1956 : L'Homme aux clés d'or de Léo Joannon
- 1961 : Les Menteurs d'Edmond T. Gréville
- 1961 : Le Bateau d'Émile de Denys de La Patellière : L'employé d'Air France
- 1961 : Les Sept Péchés capitaux d'Édouard Molinaro (sketch L'Envie)
- 1961 : Les Petits Matins de Jacqueline Audry : Le camionneur
- 1966 : Sale temps pour les mouches de Guy Lefranc
- 1966 : Vivre pour vivre de Claude Lelouch
- 1967 : Jerk à Istanbul de Francis Rigaud : Youri
- 1967 : Le Pacha de Georges Lautner : Un homme de la bande à Quinquin
- 1968 : Erotissimo de Gérard Pirès
- 1968 : La Vie, l'Amour, la Mort de Claude Lelouch : Un policier
- 1969 : Delphine d'Éric Le Hung
- 1969 : Le Cœur fou de Jean-Gabriel Albicocco
- 1971 : Sapho ou La fureur d'aimer de Georges Farrel
- 1971 : Tout va bien de Jean-Luc Godard et Jean-Pierre Gorin : Léon
- 1971 : La Saignée de Claude Mulot
- 1973 : Les Hommes de Daniel Vigne : Simon Castelli
- 1973 : La Race des seigneurs de Pierre Granier-Deferre
- 1973 : La Rage au poing d'Éric Le Hung
- 1973 : La Merveilleuse Visite de Marcel Carné
- 1974 : Vincent, François, Paul et les autres de Claude Sautet : Michel
- 1974 : Au-delà de la peur de Yannick Andreï
- 1977 : L'Amant de poche de Bernard Queysanne
- 1978 : On efface tout de Pascal Vidal : Marsanguy
- 1979 : La Dérobade de Daniel Duval
- 1981 : Fifty-fifty de Pascal Vidal : Le père de Jean-Luc
- 1981 : La Revanche de Pierre Lary
- 1982 : Enigma de Jeannot Szwarc
- 1982 : S.A.S. à San Salvador de Raoul Coutard
- 1983 : Le Marginal de Jacques Deray
- 1985 : Spécial Police de Michel Vianey
- 1986 : Les Frères Pétard d'Hervé Palud
- 1986 : Le Solitaire de Jacques Deray : Stazyk
- 1988 : Mes meilleurs copains de Jean-Marie Poiré
- 1989 : Bienvenue à bord de Jean-Louis Leconte : L'automobiliste au péage
- 1990 : Nikita de Luc Besson : un garde au tribunal
- 1993 : La Fille de d'Artagnan de Bertrand Tavernier
- 1995 : Les Anges gardiens de Jean-Marie Poiré

### Télévision
- 1960 : Un poing final (Les Cinq Dernières Minutes) de Claude Loursais
- 1961 : Le Temps des copains de Robert Guez : Gabrielli, le camarade cascadeur de Lucien
- 1963 : La Route série télévisée de Pierre Cardinal
- 1966 : Le train bleu s'arrête 13 fois de Yannick Andréi, épisode : Menton, le fugitif
- 1972 : François Gaillard ou la vie des autres de Jacques Ertaud, épisode : Louis
- 1972 : Mauprat de Jacques Trébouta
- 1973 : Un certain Richard Dorian, d'Abder Isker
- 1973 : Karatekas and Co d'Edmond Tyborowski (3 épisodes)
- 1977 : Recherche dans l'intérêt des familles de Philippe Arnal
- 1977 : D'Artagnan amoureux, mini-série de Yannick Andréi : le confiseur d'Arles
- 1980 : Médecins de nuit de Jean-Pierre Moscardo, épisode : La décapotable (série télévisée)
- 1981 : La Double Vie de Théophraste Longuet, épisode Le Mystère de  Yannick Andréi : le cocher
- 1982 : L'Apprentissage de la ville de Caroline Huppert
- 1982 : Les Nouvelles Brigades du Tigre de Victor Vicas, épisode Made in USA de Victor Vicas
- 1983 : Les Nouvelles Brigades du Tigre de Victor Vicas, épisode Rita et le Caïd de Victor Vicas
- 1989 : Les Enquêtes du commissaire Maigret, épisode : Jeumont, 51 minutes d'arrêt de Gilles Katz